# Théobald Chartran
Théobald Chartran (20. januar 1849 i Besançon - 16. juli 1907) var en fransk maler.
Han uddannedes i École des Beaux-Arts og af Cabanel, vandt 1877 Grand prix (Rom indtages af Gallerne), udstillede fra 1872 historiske arbejder som Jeanne d'Arc, Den hellige Saturninus' martyrdød (1877), Le Cierge (1881; museet i Caen), Den hellige Frans af Assisis Vision, (1883) m. v. Han udmærkede sig også som portrætmaler: Mounet-Sully i Hamlets rolle (1887), Leo XIII (1891), Carnot (1894) og medlemmer af familien Roosevelt (fra hans jævnlige Amerika-ophold). Endvidere en del dekorative arbejder, således for Sorbonne, hvis vestibule han udsmykkede med historiske malerier (Palissy, Buffon, Paré et cetera).